# SHOWROOM公式声優トーク番組
『SHOWROOM公式声優トーク番組』（ショールームこうしきせいゆうトークばんぐみ）は、月1回ペースでSHOWROOMが放送しているインターネット番組。2017年11月29日から放送開始。

## MC
- 福原香織

## ゲスト
- 第1回（11月29日） -  五十嵐裕美[1]
- 第2回（12月25日） -  高野麻里佳[2]
- 第3回（1月24日） -  西本りみ[3]